# Monte Medolano
Il Monte Medolano, popolarmente detto Monte della Barcaccia, è un piccolo rilievo formatosi nel Pleistocene, durante la 4ª glaciazione, che si erge nella zona nord del territorio di Medole, rappresentando l'ultimo e solitario contrafforte di colline moreniche del Garda verso la pianura mantovana.

## Storia

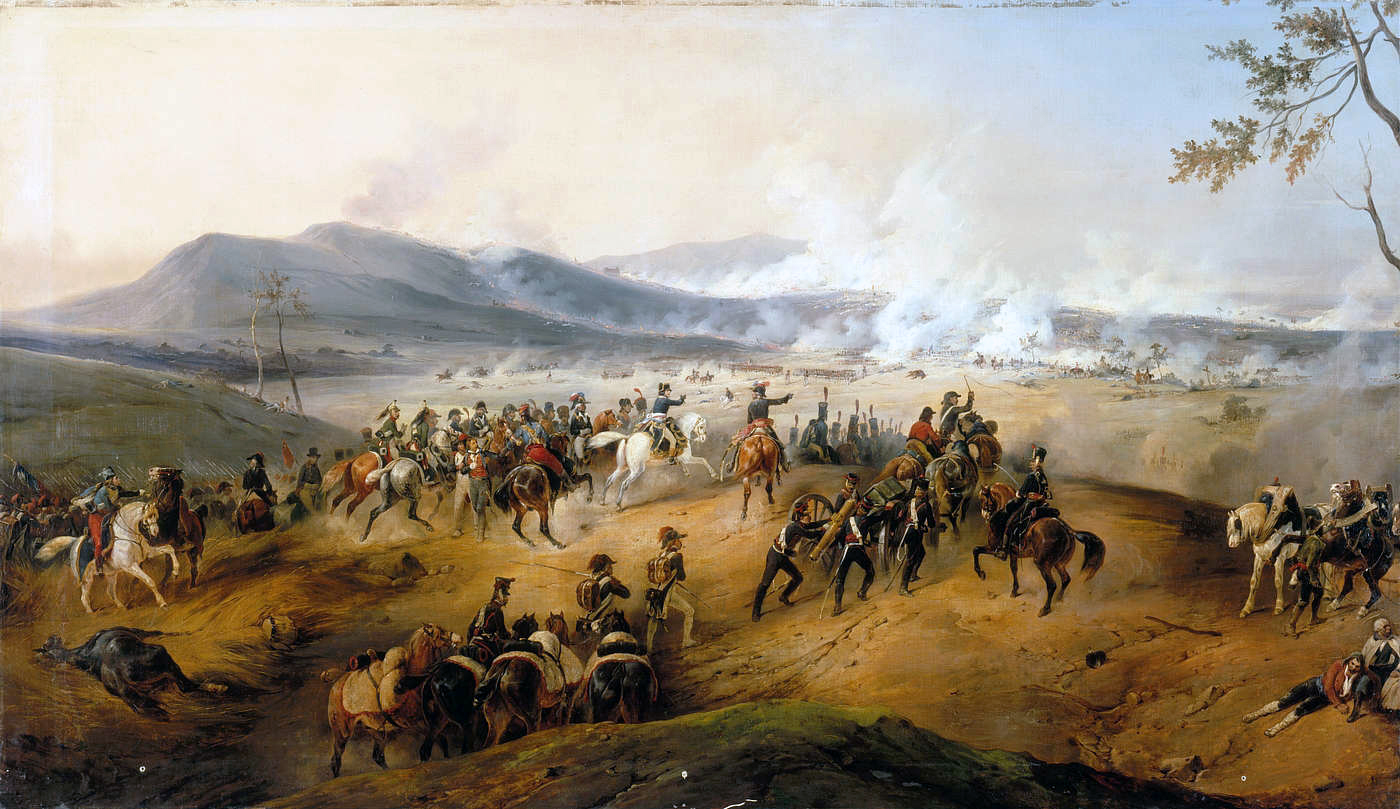
Napoleone Bonaparte sul Monte Medolano durante la Battaglia di Castiglione del 1796

Per via della sua posizione, che permette di dominare visivamente la vasta piana sottostante del Campo di Medole, è stato teatro di numerosi fatti d'arme, tra i cui tre importanti battaglie, in diverse epoche, nelle quali si sono invariabilmente misurati schieramenti francesi e austriaci, sempre con vittoria francese.

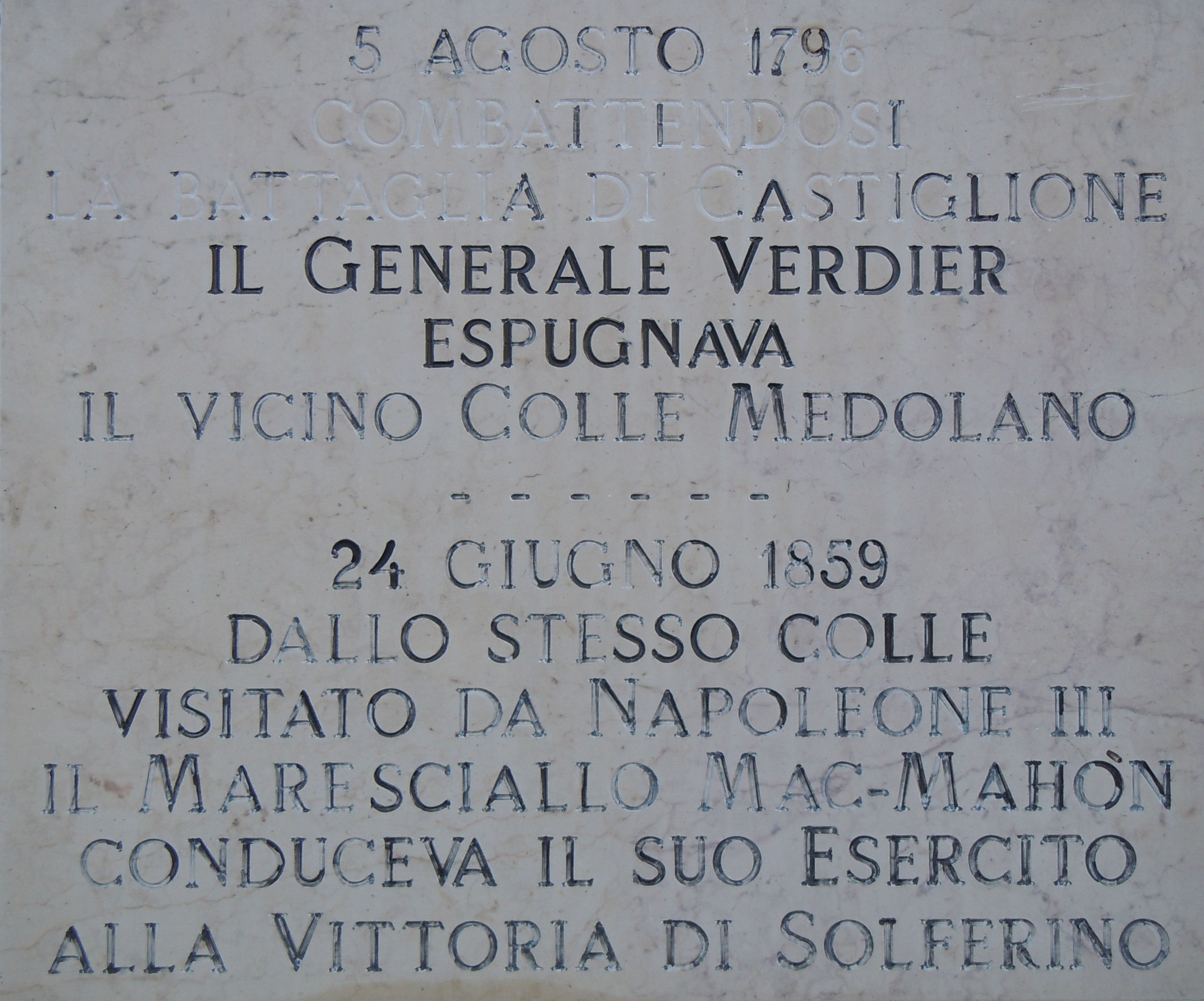
Lapide commemorativa

Sul finire della prima fase della Guerra di successione spagnola, l'8 settembre 1706, ai piedi del Monte si svolse una parte della Battaglia di Medole (o Battaglia di Castiglione o di Guidizzolo), che vide prevalere le truppe francesi guidate dal barone Médavy sulle truppe austriache del langravio Federico d'Assia-Kassel.
Nell'agosto 1796, fu il luogo verso cui il giovane generale Napoleone Bonaparte lanciò l'attacco alle postazioni austriache del feldmaresciallo von Wurmser, ribaltando in suo favore le sorti della Battaglia di Castiglione.

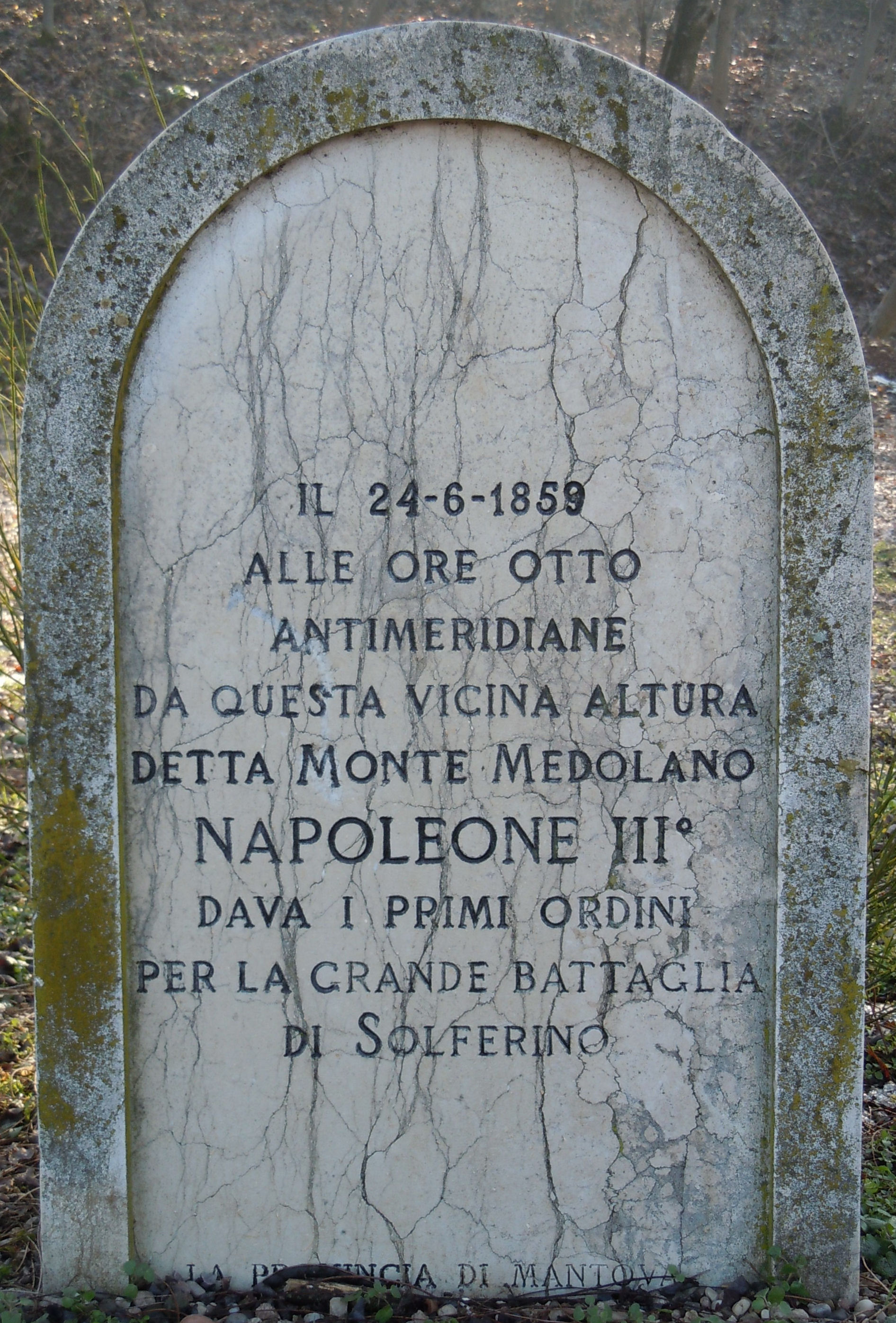
Lapide commemorativa

Nel corso della grande Battaglia di Solferino e San Martino, il 24 giugno 1859, sul Monte Medolano era posto lo stato maggiore del generale Mac-Mahon che sulla collina concordò con Napoleone III e diresse l'attacco da sud alle postazioni austriache di Solferino. Sulla cima del monte i soldati francesi allestirono un improvvisato cenotafio, in onore ai loro compagni caduti, composto da un cerchio di tuie, anche dette "alberi della vita", tuttora esistente. Alcuni di questi episodi storici sono ricordati da memoriali lapidei posti ai piedi dell'altura e nelle vicinanze.
Nella seconda metà del XIX secolo vennero parzialmente sfruttati i naturali terrazzamenti per la coltivazione di viti e mandorli, lasciando però buona parte del monte incolta e così conservando una varietà di specie vegetali particolarmente rare.
Per questi motivi la collina è stata sottoposta a vincoli storico e naturalistico.
Tradizionalmente, rappresentava un luogo conviviale per la popolazione di Medole e dei comuni limitrofi che raggiungeva l'altura per consumare il rituale pranzo al sacco di Pasquetta. Durante gli anni della Mille Miglia, schiere di appassionati e di curiosi si radunavano su Monte della Barcaccia che, data l'adiacenza alla "Goitese", costituiva un anfiteatro naturale dal quale osservare un lungo tratto della tappa conclusiva.
Nel trentennio successivo alla seconda metà degli anni settanta, il totale abbandono delle attività di coltivazione e delle correlate operazioni di manutenzione, hanno favorito la crescita di una vegetazione fittissima e inestricabile che rendeva particolarmente difficoltoso l'accesso alla collina.
Agli inizi del 2009, una convenzione tra la proprietà e l'Amministrazione comunale ha sancito l'uso pubblico del sito che, nel giro di poche settimane, è stato bonificato e reso accessibile grazie al lavoro di un gruppo di volontari coordinati da funzionari del Ministero per i Beni e le Attività Culturali e del Corpo Forestale dello Stato.